# Унанов, Геннадий Георгиевич
Геннадий Георгиевич Унанов (6 сентября 1946, Сухуми, Абхазская АССР, Грузинская ССР, СССР — 13 апреля 2000, Санкт-Петербург) — советский футболист, нападающий. Мастер спорта СССР (1969).
Воспитанник сухумского «Динамо». Первая команда мастеров — ереванский «Арарат», в которой в 1965—1966 годах провёл несколько матчей. 1967 год провел в сухумском «Динамо», а в начале 1968 года главным тренером «Арарата» Артёмом Фальяном был приглашен в ленинградский «Зенит». За 4 сезона сыграл в чемпионате 94 игры, забил 22 мяча. В 1972 году вернулся в «Арарат», провёл за два года одну игру в чемпионате и два — в розыгрыше Кубка УЕФА 1972/1973. Карьеру закончил во второй лиге в «Динамо» Ленинград.
6 августа 1969 провёл матч в составе второй сборной СССР против Швеции-2.
В 1975 году снялся в эпизоде (в роли второго вратаря сборной СССР) в спортивном художественном фильме «Одиннадцать надежд».
Скончался 13 апреля 2000 года. Похоронен на Волковском кладбище.